# Stubla (Bojnik)
Stubla (en serbe cyrillique : Стубла) est un village de Serbie situé dans la municipalité de Bojnik, district de Jablanica. Au recensement de 2011, il comptait 763 habitants.

## Démographie

### Évolution historique de la population
| 1948  | 1953  | 1961  | 1971  | 1981  | 1991  | 2002 | 2011 |
| ----- | ----- | ----- | ----- | ----- | ----- | ---- | ---- |
| 1 648 | 1 735 | 1 594 | 1 417 | 1 247 | 1 079 | 923  | 763  |

|  |